# Саломея Заксайте
Саломея Заксайте (на литовски: Salomėja Zaksaitė, родена на 25 юли 1985 в Каунас, Литовска ССР, СССР) е литовска шахматистка, юрист-криминолог.

## Биография
Заксайте изучава право (криминология) в Литва, има магистърска степен на право. Завършва Юридическия факултет на университета във Вилнюс през 2008 г. Доктор по право (наказателно право). Специализирала е по криминология.
През 2013 година става вицешампионка на Литва при жените.